# Bieśnik (powiat gorlicki)
Bieśnik – wieś niesołecka w Polsce położona w województwie małopolskim, w powiecie gorlickim, w gminie Łużna w sołectwie Szalowa.

## Położenie
Bieśnik położony jest na północnym krańcu Beskidu Niskiego, na obszarze pomiędzy wzniesieniami: Zieloną Górą (690 m) na południu a Bańtugą (533 m), Jeżakówką (533 m) i Buczem (585 m) na północy. Jest najdalej na południe wysuniętą miejscowością w gminie Łużna. Sąsiaduje z Szalową, Wolą Łużańską, Bystrą, Gródkiem i Wyskitną. Południowa część wsi znajduje się w granicach Południowomałopolskiego Obszaru Chronionego Krajobrazu. 

## Historia
Pierwsza wzmianka o Bieśniku pochodzi z 1625 r. i dotyczy właściciela wsi – Adama Jordana Gładysza. Przypuszcza się, że Bieśnik został założony wcześniej, bo około 1432 roku i należał do jednego majątku wraz z sąsiednią Szalową. W 1905 roku utworzono we wsi pierwszą jednoklasową szkołę ludową, w 1927 roku nadano jej imię królowej Jadwigi. W maju 1959 roku rozpoczęła działalność Ochotnicza Straż Pożarna w Bieśniku. W 1965 roku do wsi dotarła elektryfikacja. 
W Bieśniku urodził się Adam Wójcik (1902-1976), regionalista, aktywny działacz Związku Ziem Górskich. We wsi mieszkał Władysław Malinowski poseł na Sejm PRL VI kadencji. 
W latach 1975–1998 miejscowość należała administracyjnie do województwa nowosądeckiego.

## Infrastruktura
We wsi działa ochotnicza straż pożarna oraz szkoła podstawowa z oddziałem przedszkolnym. Znajduje się tu również kaplica, której patronem jest Matka Boża Nieustającej Pomocy. Kaplica należy do parafii w Szalowej.

## Integralne części wsi
| SIMC    | Nazwa         | Rodzaj    |
| ------- | ------------- | --------- |
| 0449728 | Bucze         | część wsi |
| 0449734 | Folwark       | część wsi |
| 0449740 | Gręblowa Góra | część wsi |
| 0449757 | Jeżakówka     | część wsi |
| 0449763 | Malinoskówka  | część wsi |
| 0449770 | Podlesie      | część wsi |
| 0449786 | Sikorówka     | część wsi |
| 0449792 | Zagórze       | część wsi |